# Browning Auto-5
A Browning Automatic 5, na maioria das vezes chamada de Auto-5 ou simplesmente A-5, é uma escopeta semiautomática operada por ação de recuo projetada por John Browning. Foi o primeiro projeto de escopeta semiautomática bem-sucedido e permaneceu em produção até 1998. 
O nome Browning Auto-5 indica que é uma arma de carregamento automático ("autoloader") com capacidade para cinco cartuchos, quatro no carregador e um na câmara. A Remington Arms e a Savage Arms venderam variantes chamadas "Remington Model 11" e "Savage Model 720" que eram quase idênticas, mas não tinham o dispositico de bloqueio do carregador encontrado na Browning.

## Histórico
A Browning Auto-5 foi a primeira escopeta semiautomática produzida em massa. Desenhado por John Browning em 1898 e patenteado em 1900, foi produzido continuamente por quase 100 anos por vários fabricantes, com produção sendo finalizada em 1998. Possui a parte traseira alta distinta, o que lhe valeu o apelido de "Jubarte". O topo do mecanismo de ação acompanha o nível do cano antes de cortar abruptamente em direção à coronha. Esta característica distinta torna mais fácil identificar as A-5 à distância. As A-5 foram produzidos em uma variedade de gáugios, com o 12 e o 20 predominando; modelos de gáugio 16 (não produzidos entre 1976 e 1987) também estavam disponíveis. Essa escopeta prestou serviço militar em todo o mundo, desde a Primeira Guerra Mundial até a Guerra do Vietnã. A arma foi usada pesadamente por membros do "Special Air Service" na Malayan Emergency, que acharam a escopeta semiautomática perfeita para combates na selva a curta distância.

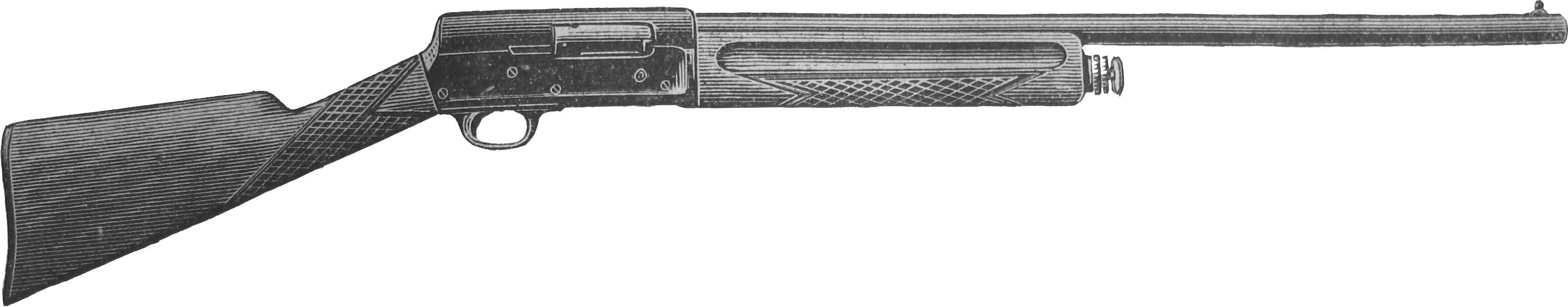
Ilustração da Auto-5 no catálogo de 1909.

### Produção

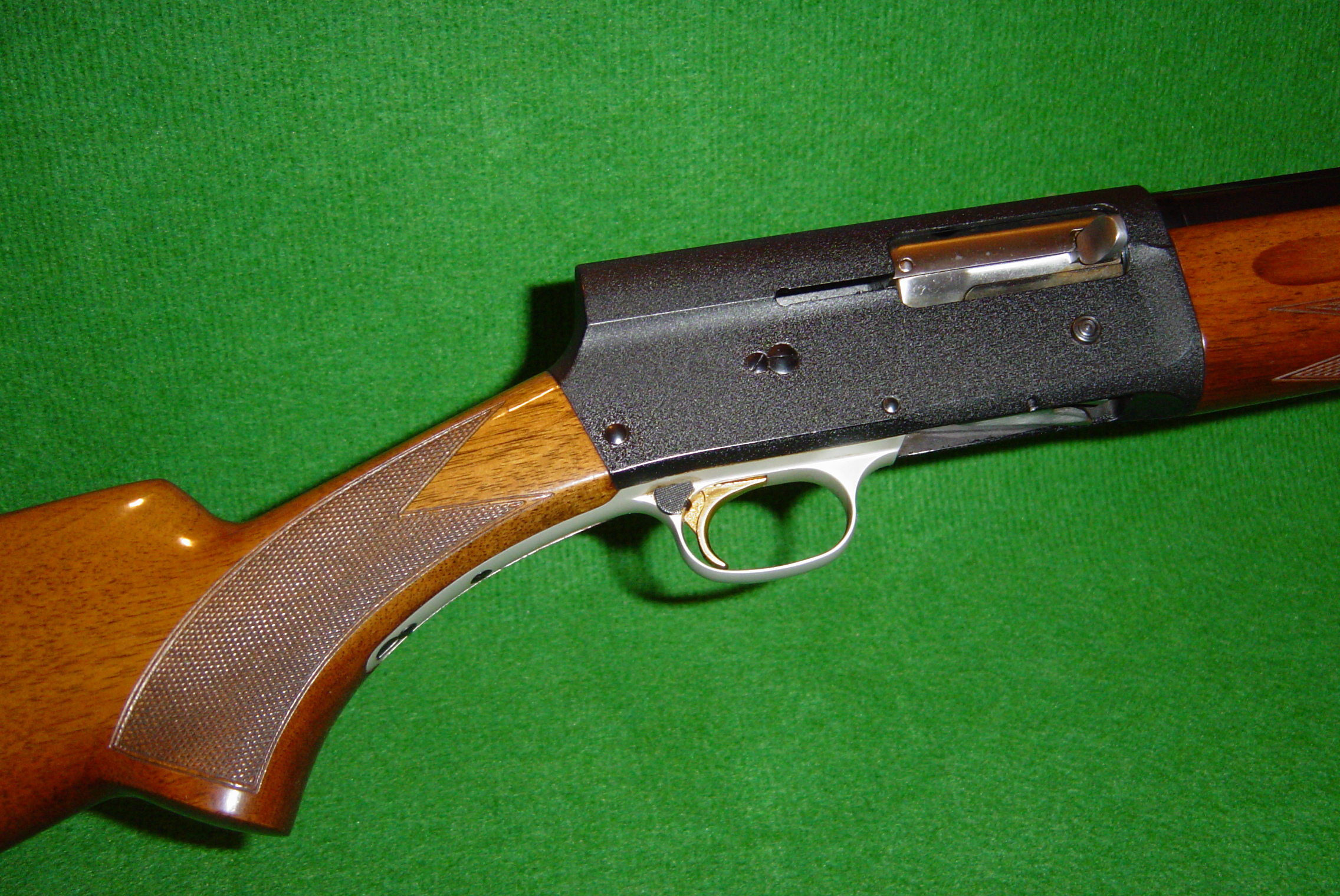
O motivo do apelido de "jubarte" da Auto-5.

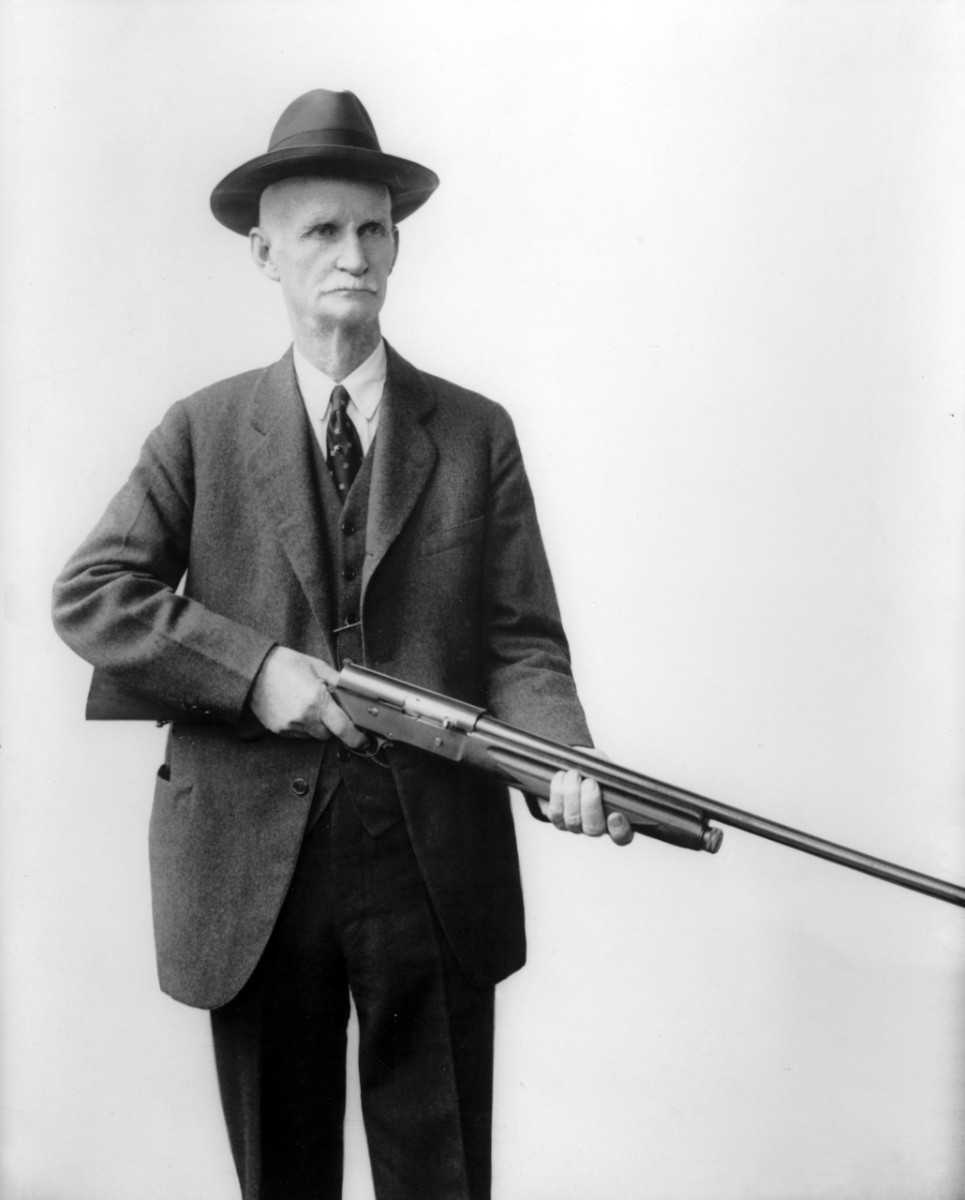
John Browning posando com a Auto-5.

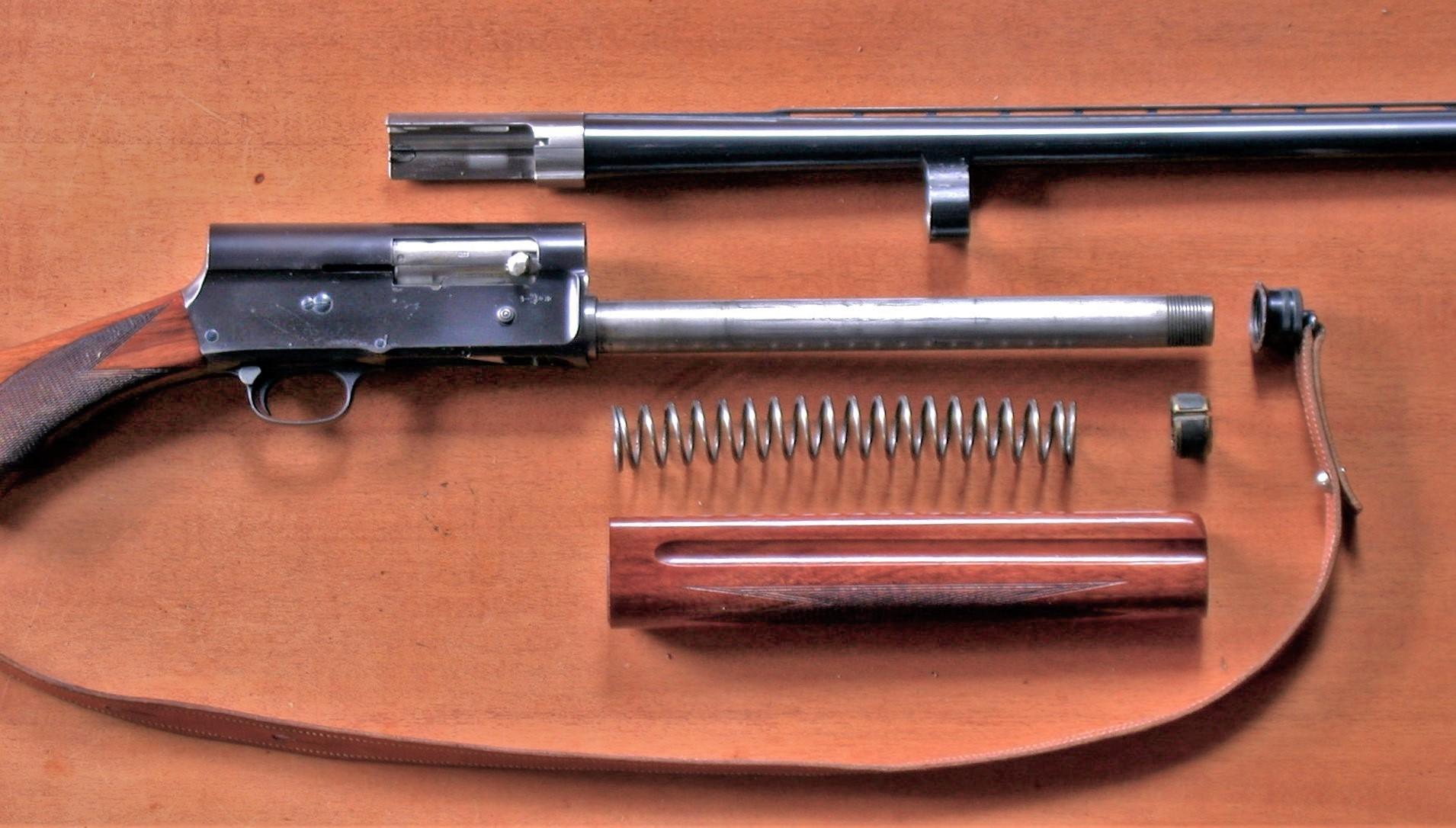
A Auto-5 com o cano desmontado.

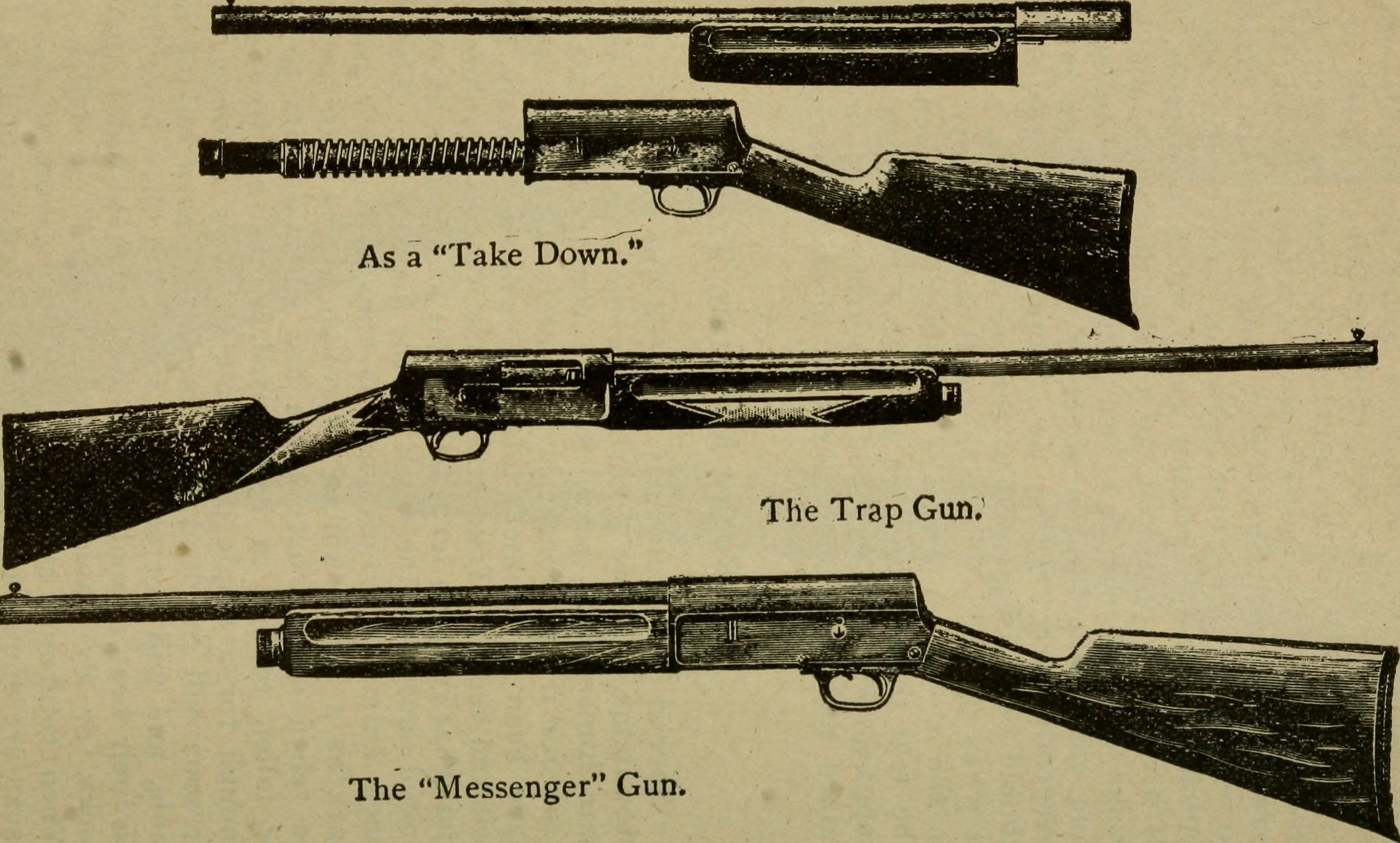
Ilustrações do catálogo da Auto-5 de 1913.

John Browning apresentou seu projeto (que ele chamou de sua melhor realização) para a Winchester, onde ele vendeu a maioria de seus projetos anteriores. Quando a Winchester recusou seus termos, Browning foi para Remington. No entanto, o presidente da Remington morreu de um ataque cardíaco enquanto Browning esperava para lhes oferecer a arma. Isso forçou Browning a olhar para o exterior para produzir a escopeta. Finalmente, ela foi fabricada pela Fabrique Nationale de Herstal (FN) da Bélgica, uma empresa que já havia produzido pistolas projetadas por Browning, começando em 1902. A Browning mais tarde licenciaria o projeto para a Remington, que o produziu como o "Model 11" (1905-1947) . O "Remington Model 11" foi a primeira escopeta de carregamento automático fabricada nos Estados Unidos. A Savage Arms também licenciou o projeto da Browning e o produziu como seu "Model 720" de 1930 a 1949, e seu "Model 745" com um receptor de liga leve e carregador de dois tiros de 1941 a 1949. O design de "recuo longo" de Browning serviu como sistema de ação para os modelos subsequentes Remington (11-48), Savage (755, 775) e Franchi (AL-48).
A produção do Auto-5 na Bélgica continuou até o início da Segunda Guerra Mundial, quando Browning transferiu a produção para a Remington Arms nos Estados Unidos. O Auto-5 foi produzido pela Remington junto com o Model 11 até que FN pudesse retomar a fabricação da arma após a guerra. Ao contrário do Remington Model 11, as escopetas Browning produzidas pela Remington sofriam de falta de carregadores. Cerca de 850.000 escopetas Remington Model 11 foram produzidas antes do fim da produção em 1947. Em 1952, a produção dos modelos Browning voltou para a FN, onde continuou até o fim. No entanto, a maior parte da produção foi transferida para a empresa japonesa Miroku em 1975. Finalmente, em 1998, a fabricação das A-5 foi interrompida, exceto por alguns modelos comemorativos criados na FN em 1999. Em 1983, ela estava bem estabelecida como a segunda escopeta semiautomática mais vendida na história dos Estados Unidos, depois da Remington 1100.
Em 2014, a Browning Arms lançou a A5, uma escopeta operada por recuo com semelhança externa com a Auto 5; é fabricado em Viana do Castelo, Portugal.

## Detalhes do projeto
A Browning Auto-5 é uma escopeta semiautomática de recuo longo. Os catuchos são armazenados em um carregador tubular sob o cano. Quando um catucho na câmara é deflagrado, o cano e o ferrolho recuam juntos (por uma distância maior que o comprimento do cartucho) e engatilham novamente o cão. À medida que o cano retorna à sua posição inicial, o ferrolho permanece para trás e, assim, o estojo vazio é ejetado através de uma porta no topo do receptor. Em seguida, o ferrolho retorna para a frente e alimenta outro cartucho do carregador parao mecanismo de ação. Este tipo de ação de recuo longo foi o primeiro de seu tipo e patenteado em 1900 por John Browning.
Para carregar a arma, os cartuchos são alimentados no fundo do mecanismo de ação, onde são empurrados para o carregador tubular. A maioria das A-5 tem plugues removíveis no carregador que evitam que mais de três cartuchos sejam carregados (dois no carregador, mais um na câmara) para cumprir as leis federais de aves aquáticas migratórias dos Estados Unidos, bem como alguns regulamentos estaduais de caça. Com o plug removido, a capacidade total é de cinco cartuchos. Se a câmara estiver aberta (a manivela de operação é puxada para trás), o primeiro cartucho carregado no carregador tubular irá diretamente para a câmara (há um botão de fechamento manual do ferrolho sob a porta de ejeção), o ferrolho se fecha e todos os cartuchos adicionais alimentado na arma vão para o carregador.
O A-5 possui um sistema de anéis chanfrados e uma ou mais peças de fricção, que retardam o deslocamento do cano para trás. Definir esses anéis corretamente é vital para um bom desempenho da espingarda e para garantir uma vida longa à arma, controlando o recuo excessivo. Os anéis de fricção são definidos com base no tipo de carga a ser disparada através da arma. Diferentes configurações são encontradas no manual do proprietário.

## Guerras
Esses foram os conflitos nos quais a Browning Auto-5 foi utilizada:
- Primeira Guerra Mundial[6]
- Segunda Guerra Mundial[6]
- Emergência Malaia[6]
- Guerra do Vietnã
- Guerra Civil da Rodésia[7]

## Usuários
- Estados Unidos
- Filipinas[8]
- Império britânico[6]
- Itália
- Japão
- Malásia
- Rodésia[9]